# 新潟市立光晴中学校
新潟市立光晴中学校（にいがたしりつこうせいちゅうがっこう）とは、新潟県新潟市北区上土地亀に所在する市立中学校。

## 概要
1993年（平成5年）に開校。
周辺には、住宅街や田園が広がっている。
- 生徒数（2020年4月現在）
  - 1年生 131名
  - 2年生 116名
  - 3年生 112名
  - 合計 359名[2]
- 教育目標
  - 自ら学ぶ生徒
  - 思いやりのある生徒
  - 最後までやりぬく生徒

重点目標としては、夢や目標をもち、自己を高めようと努力し続ける生徒である。
- 制服
  - 男女ともにブレザー
- 部活動
  - 野球部
  - ソフトボール部
  - サッカー部
  - バレーボール部
  - バスケットボール部
  - 卓球部
  - テニス部
  - 剣道部
  - 柔道部
  - 陸上部
  - 水泳部
  - パソコン部
  - 吹奏楽部
  - 美術部
  - 文芸部 等

## 校名の由来
曽我簡堂が浦木に開いた「光霽塾」から名付けた。光霽とは、光風霽月の略でさわやかな風と雨上がりの晴れた月のことである。心が清らかでわだかまりのない人、またはよく治まった世に例えられる。霽は常用漢字ではないため、意味、音が近い「晴」を使用。

## 沿革

### 経緯
生徒数が減少し十分な教育ができなくなってきた長浦中学校と、人口増によりマンモス化していた葛塚中学校が、理想とする15学級ほどの学校を実現するために建設を決定し、1993年（平成5年）に開校した。

### 年表
- 1993年（平成5年）4月1日 - 豊栄市立葛塚中学校(現新潟市立葛塚中学校)を一部分離し、長浦中学校と統合し豊栄市立光晴中学校として開校[3]。
- 1994年（平成6年）3月1日 - 作詞 川崎 隆司、作曲 後藤 丹により校歌作成、制定[1]。
- 2005年（平成17年）3月20日 - 豊栄市立として最後の卒業式を実施。
- 2005年（平成17年）3月21日 - 新潟市が豊栄市他11市町村を編入合併。新潟市立光晴中学校となる[1]。

## 通学区域
新潟市北区の葛塚地区、長浦地区を主な通学区域とし、葛塚小学校からの進学を受ける。詳細は#外部リンクを参照。

## 出身人物
- 野口さくら（バスケットボール選手）